# Luxemburgo en los Juegos Olímpicos de Roma 1960
Luxemburgo estuvo representado en los Juegos Olímpicos de Roma 1960 por un total de 52 deportistas, 47 hombres y 5 mujeres, que compitieron en 10 deportes.
El equipo olímpico luxemburgués no obtuvo ninguna medalla en estos Juegos.